# Xaikh Muhammad Sulduz
Xaikh Muhammad Selduz fou amir del tuman dels sulduz, fill i successor del seu pare Buyan Sulduz quan aquest fou executat per ordre del kan mogol Tughluq Timur el 1362.
Quan ja es veia imminent la victòria de Tamerlà contra els mogols o jats, Xaikh Muhammad, que havia donat suport als mogols, se li va unir amb quatre regiments (kushuns). En la guerra civil després del 1365 va afavorir a Amir Husayn i va servir a les seves files. Durant la breu reconciliació entre Tamerlà i Husayn del 1368, mentre Tamerlà era a Badakhxan sufocant la revolta del país dontra Husayn, Xaikh Muhammad ibn Buyan Selduz i Ky Khuseru (Kai Khusraw) Khuttalani, havien reunit tots els seus clans i havien aixecat la estàndard de rebel·lió. Quan Tamerlà va tornar del Badakhxan va saber que la revolta dels dos homes la justificaven en una possible traïció de Husayn segons una carta que li van escriure. Timur va saber que havien escrit també a Husayn i va mostrar la seva carta a aquest esperant que faria el mateix amb la que ell havia rebut, però no fou així (si bé probablement les cartes eren similars, instigant un contra l'altre). Xaikh Muhammad Sulduz, després d'haver desertat d'Amir Husayn, va anar errant pel desert i cap al Mogolistan fins que fou cridat per Tamerlà el 1369; Muhammad Sulduz va portar tota la seva horda i després encara a mes partidaris, amb tot el qual se li van pujar els fums al cap; el primer dia ja va demanar el districte de Khuttalan que li fou concedit; però l'amir Ky Khuseru o Kai Khusraw Khuttalani, el germà del qual havia estat mort per Husayn i també havia desertat i durant un cert temps va anar igualment errant pel país, es va anticipar i va prendre possessió de Khuttalan. El 1370 després de l'ocupació de Balkh per Tamerlà i de fer presoner a Amir Husayn, els dos homes van reclamar executar a Husayn per complir la venjança de sang (Xaikh Muhammad, reclamava perquè milers de famílies de la seva tribu estaven errant pel desert a causa de la injustícia de Husayn i el saqueig del bestiar i propietats; altres caps també demanaven justícia), però finalment no va participar en l'assassinat que fou obra de Kai Khusraw, Oljeitu Apardi i Muhammad Shah del Badakhxan.
El 1374 Xaikh Muhammad ibn Bayan Sulduz, Adil Shah Jalayir i Turkan Arlat (amir de Garsiwan al Khurasan) planejaven apoderar-se de Tamerlà durant unes festes, però Tamerlà va intuir alguna cosa i no es va aturar on esperaven. Al final del hivern del 1374 al 1375, Timur va donar ordre de reunir altre cop l'exèrcit anunciant que l'objectiu era Coràsmia. Quan hi van ser tots va fer detenir a Xaikh Muhammad Sulduz al que es va interrogar i va confessar el seu pla criminal i fou declarat culpable i fou entregat a Her-i Mulk Selduz, un parent seu, al germà del qual havia matat; ara Her-i Mulk va prendre venjança i el va matar de la mateixa manera. Ali Dervix Jalayir i Muhammad Dervix Jalayir, implicats en la conjura, també foren condemnats a mort i executats. El tuman dels sulduz fou donat a Ak Timur Bahadur, un fidel personal de Tamerlà.